# Attila Fecskovics
Attila Fecskovics (1985) es un deportista húngaro que compitió en acuatlón. Ganó una medalla de bronce en el Campeonato Mundial de Acuatlón de 2010.

## Palmarés internacional
| Campeonato Mundial | Campeonato Mundial | Campeonato Mundial | Campeonato Mundial |
| Año                | Lugar              | Medalla            | Prueba             |
| ------------------ | ------------------ | ------------------ | ------------------ |
| 2010               | Budapest (Hungría) | Medalla de bronce  | Individual         |